# Telmatobius brevirostris
Telmatobius brevirostris är en groddjursart som beskrevs av Jehan Vellard 1955. Telmatobius brevirostris ingår i släktet Telmatobius och familjen Ceratophryidae. IUCN kategoriserar arten globalt som starkt hotad. Inga underarter finns listade i Catalogue of Life.